# Callophrys inferopunctata
Callophrys inferopunctata är en fjärilsart som beskrevs av Tutt 1907. Callophrys inferopunctata ingår i släktet Callophrys och familjen juvelvingar. Inga underarter finns listade i Catalogue of Life.